# 愛咲きらら
愛咲 きらら（あいさき きらら、2001年〈平成13年〉3月21日 - ）は、日本のAV女優。クローネ所属

## 略歴
2022年5月、SODクリエイトのレーベル「エロマン」の専属女優としてAVデビュー。
4作品に出演後、専属を離れ企画単体女優となる。

## 作品

### アダルトDVD
2022年
- トー横で知り合った某ショークラブダンサー。経験人数は100人以上!「若いうちにたくさん経験したほうがいいっしょ!」SEXしたくて、有名になりたくてAVに来たザーメン大好きメチャエロ素人ギャルクン! 愛咲きららクン(仮名・21歳) ザーメンまみれのAVデビュー（5月12日、SODクリエイト）
- 某ショークラブダンサー愛咲きららクン またまた出演してくれました!「ヤりたい人おいで♪」有名になりたくてAVに来たザーメン大好きメチャエロ素人ギャルクン!今度は代わる代わるやってくる素人男5人を朝まで杭打ち騎乗位でヌきまくり、ごっくんしまくり15発射!（6月9日、SODクリエイト）
- まさかの逆アポ!ハプバーで待ち合わせ!某ショークラブダンサー 愛咲きららクン「まだ中出ししたことないからしてみたくって!」 SEXしたくて、有名になりたくてAVに来たザーメン大好きメチャエロ素人ギャルクン! 今度は3コーナー中出し入りのザーメンまみれでフィニッシュです!（7月7日、SODクリエイト）
- これで見納め!?某ショークラブダンサー・愛咲きららクン「最後は思いっきりシたい!」SEXしたくて、有名になりたくてAVに来たザーメン大好きメチャエロ素人ギャルクン!最後は青空の下でSEXもしちゃってエロ詰め込みまくりザーメン出しきり3本番!（8月11日、SODクリエイト）
- マジックミラー号ハードボイルド 一日中立ちっぱなしで美脚が蒸れたOLが挑戦するガニ股素股チャレンジ!光るストッキングでEDフニャチンを持続可能な勃起でイカせられたら賞金30万円 予想外にガチガチになったデカチンで敏感な膣口を刺激された美人OLはガックガクイキ追撃激ピスで潮!潮!人生初のぴえん中出しも拒めない。（12月22日、サディスティックヴィレッジ）

### VR
2022年
- クラブ帰りのメチャエロ素人ダンサーギャルと生ハメ きらら(21)（10月24日、SODクリエイト）
- 【高画質 追跡視点】六本木で見かけた気の強そうなキャバ嬢を追跡拉致レイプVR（11月17日、SODクリエイト）

### ネット配信
2022年
- 【渋谷の穴】元ショーダンサーのパーフェクトボディを後世に残したい!見られると興奮するM気ありのヤリマンギャル! ネットでAV応募→AV体験撮影 1905（9月17日、シロウトTV）

2023年
- 百戦錬磨のナンパ師のヤリ部屋で、連れ込みSEX隠し撮り 271 スレンダー美人なエステティシャンを連れ込み!お返しに全身リップとローターマッサージ付きSEXで気持ち良くなってもらっちゃいます!「恥ずかしい…」と言いながらも自ら腰振る超絶グラインド!（1月10日、ナンパTV）
- 鍛え上げられたスレンダー美ボディakira《美乳・美脚・美尻の3大エロ要素を纏う美女とマンツーマンレッスン!》へそピが可愛いスポーツウェア姿と汗ばむ身体を目の前にしたら肉棒勃起→ホテイン即おさわり&キスでエチエチモードへ♪全ての身包みを剥いでいざ生挿入!完璧なピストンの腰使いで中出し不可避/2回戦目はスポーツウェア姿で再戦!大開脚正常位で膣奥までしっかり肉棒攻撃したら完全メス堕ちしたので問答無用で再び中出しっ【しろうとハメ撮り#akira#24歳#OL】（1月11日、MOON FORCE）※「akira」名義

## 出演

### YouTube
- 【口喧嘩選手権】みにくい女達のけなしあい!口喧嘩ディベート対決（2022年12月12日、パイナップルちゃんねる）

### テレビ
- 魚拓と成瀬のツキとスッポンぽん #432,#433（2022年12月18日,2023年1月1日、パチ・スロ サイトセブンTV）[3][4]